# Rio Umzimkulu
Rio Umzimkulu é um rio da África do Sul.